# دجد كا رع شيماي
دجد كا رع شيماي، (بالإنجليزية: Djedkare Shemai)‏، كان ملكا في مصر القديمة، وذلك في عصر الأسرة المصرية السابعة خلال الفترة الانتقالية الأولى. ويحمل الرقم 44 في قائمة أبيدوس للملوك.

## مقالات ذات صلة
- الأسرة المصرية السابعة
- الأسرة المصرية الثامنة
- قدماء المصريين
- قائمة الفراعنة